# Função zeta de Riemann

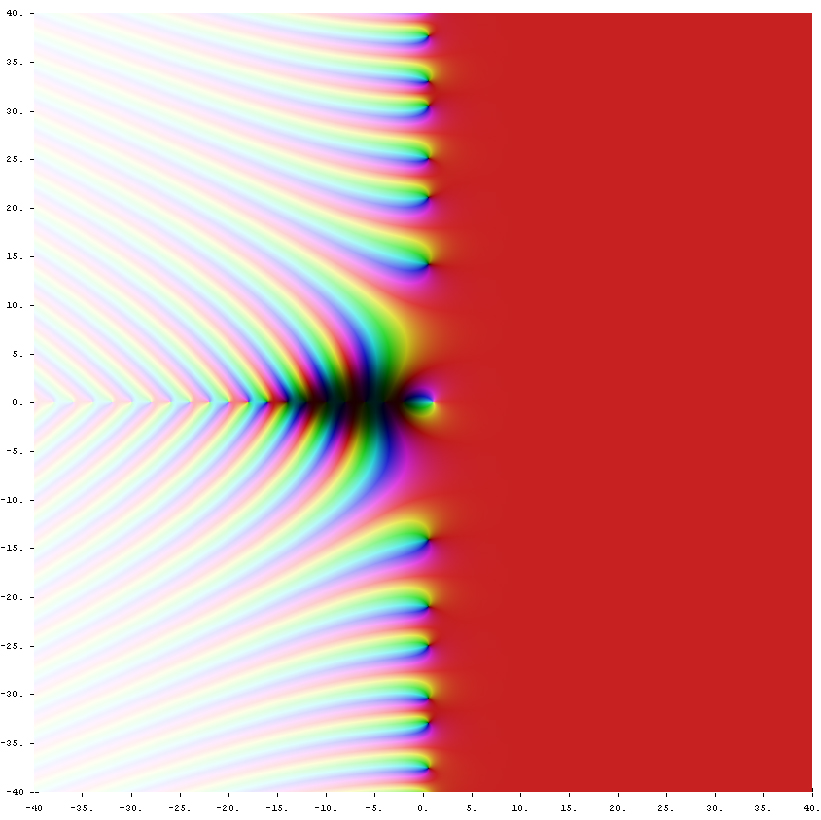
Função zeta de Riemann em um plano complexo

A função zeta de Riemann é uma função especial de variável complexa, definida para {\displaystyle \mathrm {Re} (s)>1} pela série {\displaystyle \zeta (s)=\sum _{k=1}^{\infty }k^{-s}.}
Fora do conjunto dos números complexos com parte real maior do que a unidade a função de Riemann pode ser definida por continuação analítica da expressão anterior. O resultado é uma função meromorfa com um pólo em {\displaystyle s=1} de resíduo {\displaystyle 1.}
Esta função é fundamental para a teoria dos números e em particular devido à hipótese de Riemann.

## História
A primeira vez que esta função surgiu foi no trabalho de Leonhard Euler, que, ao estudar a distribuição dos números primos, mostrou que a série
{\displaystyle \sum _{n=1}^{\infty }{\frac {1}{p_{n}}}}
era uma série divergente (o que, como corolário, é mais uma prova de que existem infinitos números primos).
A prova de Euler se baseou na identidade
{\displaystyle \sum _{n=1}^{\infty }n^{-s}=\prod _{p\,\in \,\mathbb {P} }(1+p^{-s}+p^{-2s}+\ldots )=\prod _{p\,\in \,\mathbb {P} }(1-p^{-s})^{-1}}
em que o produto percorre todos os números primos.
Euler e, mais tarde, Pafnuti Tchebychev, haviam usado esta identidade, respectivamente, para s igual a um e para s real. Riemann, em 1858, tratou s como uma variável complexa, e estudou a série
{\displaystyle \sum _{n=1}^{\infty }n^{-s}}
por técnicas da teoria das funções analíticas. Esta série converge apenas em parte do plano complexo, mas define, por continuação analítica, uma função única para todos os números complexos, exceto para o polo em s = 1. Riemann usou a letra grega zeta para escrever esta função, e por causa disto ela é chamada função zeta de Riemann.
Riemann anunciou várias propriedades importantes desta função, porém suas provas eram incompletas. Seu trabalho foi completado por Hadamard, em 1893, e por Mangoldt, em 1894.

## Zeros
Os zeros s = σ + i t desta função são de dois (ou três) tipos:
- os zeros triviais, que são os valores de s que correspondem aos números pares negativos
- os zeros localizados na linha crítica em que σ = 1/2
- possíveis outros zeros, localizados na faixa crítica 0 < σ < 1

A hipótese de Riemann é a de que todos os zeros da faixa crítica são aqueles em que σ = 1/2.
Os três primeiros zeros na linha crítica da função correspondem a t1 = 14,1347, t2 = 21,0220 e t3 = 25,0109.